# Pero zalissaria
Pero zalissaria är en fjärilsart som beskrevs av Walker 1860. Pero zalissaria ingår i släktet Pero och familjen mätare. Inga underarter finns listade i Catalogue of Life.